# First Band on the Moon
Albums de Cardigans
Life
(1995) Gran Turismo
(1998)
First Band on the Moon est le troisième album des Cardigans. Sorti le 17 septembre 1996, son titre le plus connu est Lovefool.

## L'album
Il fait partie des 1001 albums qu'il faut avoir écoutés dans sa vie.

### Titres
1. Your New Cuckoo (Nina Persson, Peter Svensson) – 3:57
2. Been It (Persson, Svensson) – 4:06
3. Heartbreaker (Persson, Svensson) – 3:42
4. Happy Meal II (Lynette Koyana, Persson, Magnus Sveningsson, Svensson) – 2:37
5. Never Recover (Sveningsson, Svensson) – 3:21
6. Step on Me (Sveningsson, Svensson) – 3:48
7. Lovefool (Persson, Svensson) – 3:21
8. Losers (Persson, Svensson) – 3:06
9. Iron Man (Geezer Butler, Tony Iommi, Ozzy Osbourne, Bill Ward) – 4:20 (Reprise de Black Sabbath)
10. Great Divide (Sveningsson, Svensson) – 3:17
11. Choke (Sveningsson, Svensson) – 3:26

### Musiciens
- Lars-Olof Johansson : claviers, piano
- Bengt Lagerberg : batterie, percussions
- Nina Persson : voix
- Magnus Sveningsson : basse, voix
- Peter Svensson : guitare, voix